# 钝额蟳
钝额蟳（学名：Charybdis obtusifrons）为梭子蟹科蟳属的动物。分布于日本、澳大利亚、马来西亚、印度、红海以及中国大陆的西沙群岛等地，生活环境为海水，多栖息于珊瑚礁湖的浅水中。